# بليسد
ستيفن ميسا لوندونو (مواليد 27 يناير 2000 في إيتاغوي)، المعروف فنياً باسم بليسد، هو مُغني وكاتب أغاني ريغيتون كولومبي.
في أكتوبر 2021 وقع عقدًا مع «Warner Music Latina» وأصدر أول ألبوم استوديو له بعنوان "Hecho en Medellín".  وصلت أغنيته الأكثر شهرة في الألبوم، بعنوان «Medallo»، إلى المرتبة الأولى في كولومبيا وحصدت أكثر من 100 مليون مشاهدة على اليوتيوب.  في مارس 2022، تم ترشيحه لثلاث جوائز للموسيقى اللاتينية، بما في ذلك أفضل فنان جديد، وأفضل فنان - منطقة الأنديز، وأفضل تعاون لأغنية "Medallo". 